# Parapteroceras erosulum
Parapteroceras erosulum är en orkidéart som först beskrevs av Johannes Jacobus Smith, och fick sitt nu gällande namn av Jeffrey James Wood. Parapteroceras erosulum ingår i släktet Parapteroceras och familjen orkidéer. Inga underarter finns listade i Catalogue of Life.